# Agatha Christie Ltd.
Pour les articles homonymes, voir ACL.
L'Agatha Christie Limited (ACL) est une SARL fondée en 1955 par l'écrivain Agatha Christie, propriétaire des droits littéraires et médiatiques des œuvres d'Agatha Christie à travers le monde. Elle est détenue à 64 % par le groupe Acorn Media Group et à 36 % par la famille d'Agatha Christie.
Le petit-fils de Christie, Mathew Prichard, président de la société, est l'héritier du droit d'auteur sur l'œuvre littéraire de sa grand-mère, qui regroupe plus de 80 romans et recueils de nouvelles, 19 pièces de théâtre, près de 40 téléfilms, et les personnages d'Hercule Poirot et Miss Marple entre autres.

## Histoire
En 1968, Agatha Christie vend 51 % de ses parts à Booker Books, filiale du conglomérat agro-industriel Booker, pour des raisons fiscales. Booker porte plus tard sa participation à 64 %.
En 1998, Booker vend pour 10 000 000 ₤ ses actions à Chorion, une société dont le monopole comprend également les domaines littéraires d'Enid Blyton et Dennis Yates Wheatley.
En 2012, Chorion vend ses actions au groupe américain Acorn Media Group.